# Diergaarde Blijdorp

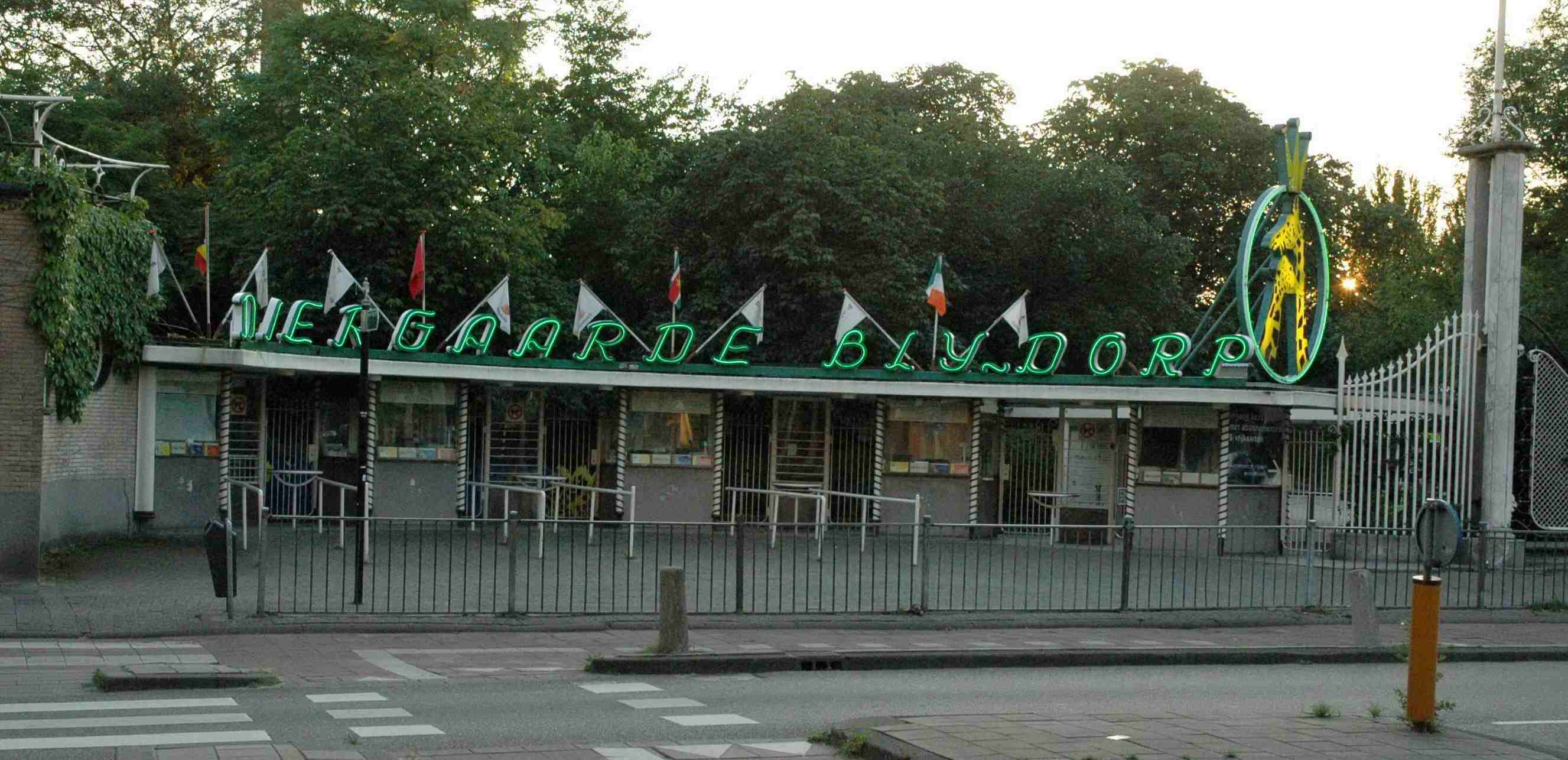
Il vecchio ingresso del Diergaarde Blijdorp

Il Diergaarde Blijdorp (nome ufficiale olandese: Stichting Koninklijke Rotterdamse Diergaarde, Fondazione Reale dello Zoo di Rotterdam) è uno zoo situato nella parte nord-orientale di Rotterdam; è uno degli zoo più vecchi dei Paesi Bassi. Nel 2007 ha celebrato il suo 150º anniversario.

## Storia

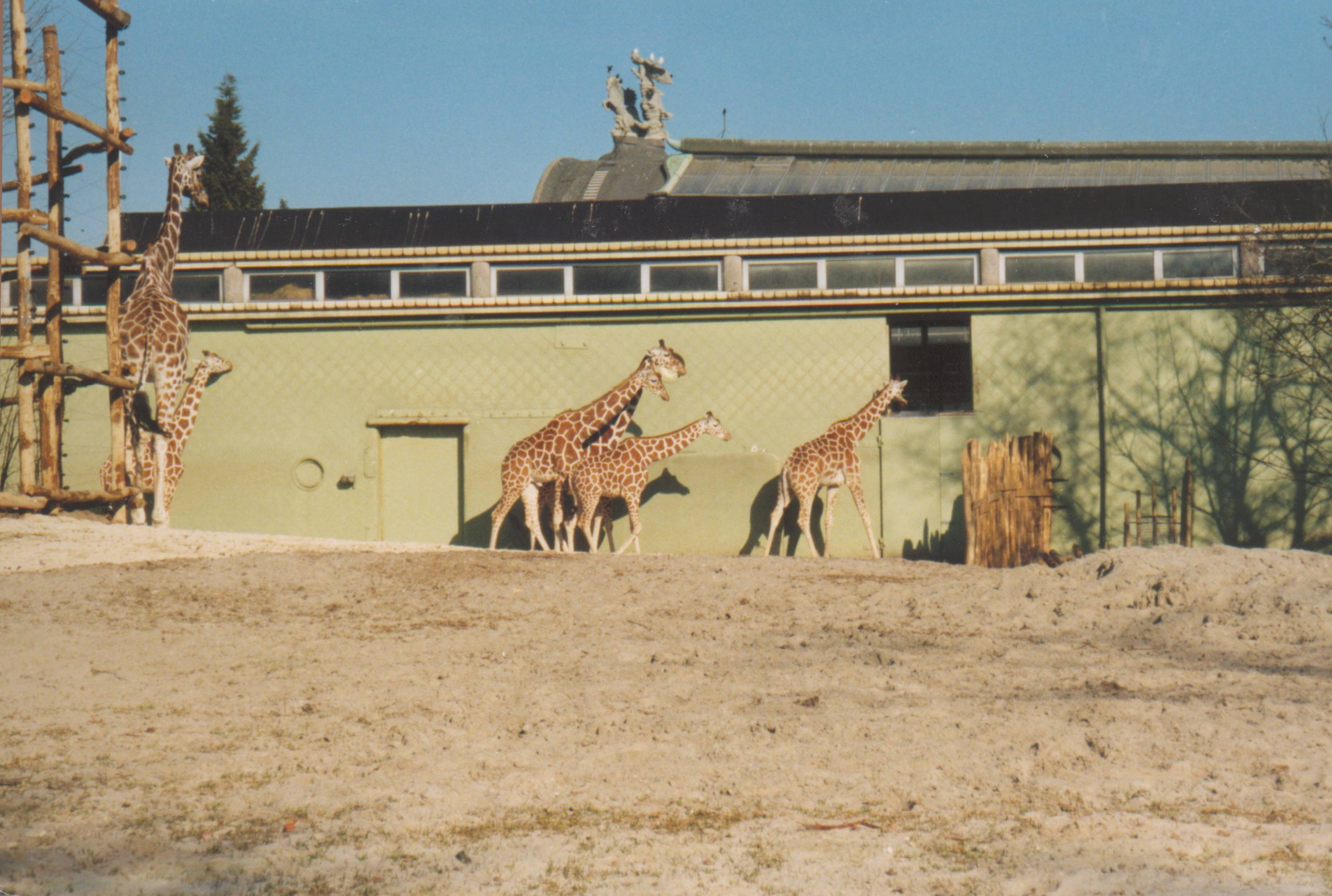
Giraffe con, sullo sfondo, un edificio monumentale.

Lo zoo di Rotterdam originario è andato distrutto nel bombardamento di Rotterdam, durante la seconda guerra mondiale, che distrusse la maggior parte del centro della città. I nomi di alcune strade, come Diergaardesingel (Via dello Zoo), ricordano ancora la posizione del vecchio zoo. Il Blijdorp venne ricostruito un po' più a nord e venne aperto di nuovo al pubblico il 7 dicembre 1940. Il nuovo zoo è stato progettato dall'architetto olandese Sybold van Ravesteyn, che progettò anche la stazione ferroviaria centrale di Rotterdam. Nel 2001, il Blijdorp è quasi raddoppiato di dimensioni in seguito all'apertura ad ovest di una nuova parte, chiamata Oceanium, la cui attrazione principale è un acquario. Nell'aprile 2004 tutto lo zoo è stato dichiarato monumento nazionale.

## Giardini botanici
Il Blijdorp non partecipa solo a programmi di conservazione degli animali, come l'EEP, ma ospita anche un giardino botanico e la Collezione Nazionale Olandese di Bromeliacee.

## Elenco degli animali

### Asia
- Cervo dal ciuffo (Elaphodus cephalophus)
- Langur di François (Trachypithecus francoisi)
- Fenicottero europeo (Phoenicopterus roseus)
- Cicogna bianca (Ciconia ciconia)
- Leopardo dell'Amur (Panthera pardus orientalis)
- Ulula (Surnia ulula)
- Allocco di Lapponia (Strix nebulosa)
- Pellicano riccio (Pelecanus crispus)
- Cormorano comune (Phalacrocorax carbo)
- Gru dalla nuca bianca (Grus vipio)
- Cinghiale dalle verruche delle Visayas (Sus cebifrons)
- Cervo del Principe Alfredo (Cervus alfredi)
- Macaco dalla coda di leone (Macaca silenus)
- Gatto pescatore (Prionailurus viverrinus)
- Gatto rugginoso (Prionailurus rubiginosus)
- Gatto dorato asiatico (Catopuma temminckii)
- Tokay (Gekko gecko)
- Banteng (Bos javanicus)
- Antilope cervicapra (Antilope cervicapra)
- Fagiano del Borneo (Lophura erythrophthalma)
- Gru della Manciuria (Grus japonensis)
- Damigella di Numidia (Grus virgo)
- Lontra dalle piccole unghie asiatica (Aonyx cinereus)
- Macaco crestato di Sulawesi (Macaca nigra)
- Volpe volante egiziana (Rousettus aegyptiacus)
- Cammello della Battriana (Camelus bactrianus)
- Onagro (Equus hemionus)
- Gatto di Pallas (Otocolobus manul)
- Takin (Budorcas taxicolor tibetana)
- Rinoceronte indiano (Rhinoceros unicornis)
- Elefante asiatico (Elephas maximus)
- Bucero maggiore (Buceros bicornis)
- Pitone tigrato (Python molurus bivittatus)
- Gibbone dalle mani bianche (Hylobates lar)
- Tapiro malese (Tapirus indicus)
- Scoiattolo di Prevost (Callosciurus prevostii)
- Tigre di Sumatra (Panthera tigris sumatrae)
- Cervo sika (Cervus nippon dpseudaxis)

### Europa
- Lupo (Canis lupus lupus)
- Lontra europea (Lutra lutra)
- Gatto selvatico europeo (Felis silvestris silvestris)
- Gufo reale (Bubo bubo)
- Renna di foresta (Rangifer tarandus fennicus)

### Africa
- Gorilla di pianura occidentale (Gorilla gorilla gorilla)
- Cercopiteco dal naso bianco (Cercopithecus nictitans)
- Potto (Perodicticus potto)
- Ippopotamo pigmeo (Hexaprotodon liberiensis)
- Giraffa reticolata (Giraffa reticulata)
- Bongo (Tragelaphus eurycerus isaaci)
- Zebra (Equus quagga antiquorum)
- Struzzo (Struthio camelus)
- Marabù africano (Leptoptilos crumeniferus)
- Gru coronata (Balearica regulorum)
- Okapi (Okapia johnstoni)
- Potamocero rosso (Potamochoerus porcus)
- Bucero dal becco giallo (Tockus deckeni)
- Pavone del Congo (Afropavo congensis)

### Rivièrahal
- Drago di Komodo (Varanus komodoensis)
- Salamandra gigante cinese (Andrias davidianus)
- Salamandra corsa (Salamandra corsica)
- Coccodrillo (Crocodylus cataphractus)
- Alligatore cinese (Alligator sinensis)
- Anaconda giallo (Eunectes notaeus)
- Echidna dal becco corto (Tachyglossus aculeatus)
- Ara giacinto (Anodorhynchus hyacinthinus)
- Lemure di Alaotra (Hapalemur alaotrensis)

### Sudamerica
- Lupo dalla criniera (Chrysocyon brachyurus)
- Vigogna (Vicugna vicugna)
- Nandù (Rhea americana)

### Nordamerica
- Bisonte (Bison bison)
- Cane della prateria (Cynomys ludovicianus)

### Oceanium
- Pulcinella di mare (Fratercula arctica)
- Gabbiano tridattilo (Rissa tridactyla)
- Astice europeo (Homarus gammarus)
- Gattopardo (Scyliorhinus stellaris)
- Aringa (Clupeus harengus)
- Medusa (Aurelia aurita)
- Squalo nutrice (Ginglymostoma cirratum)
- Tartaruga verde (Chelonia mydas)
- Pastinaca meridionale (Dasyatis americana)
- Barracuda (Sphyraena barracuda)
- Murena verde (Gymnothorax funebris)
- Cavalluccio marino dal muso lungo (Hippocampus reidi)
- Hutia cubano (Capromys pilorides)
- Piranha dal ventre rosso (Pygocentrus nattereri)
- Caimano nano di Cuvier (Paleosuchus palpebrosus)
- Pinguino imperatore (Aptenodytes patagonica)
- Tartaruga gigante delle Galapagos (Geochelone nigra)
- Civetta delle tane (Speotyto cunicularia)
- Corridore della strada maggiore (Geococcyx californianus)
- Squalo leopardo (Triakis semiafasciata)
- Lontra marina (Enhydra lutris)
- Leone marino californiano (Zalophus californianus)

### Altri animali
- Leone asiatico (Panthera leo persica)
- Panda rosso (Ailurus fulgens fulgens)
- Pinguino dai piedi neri (Spheniscus demersus)
- Iena maculata (Crocuta crocuta)
- Addax (Addax nasomaculatus)
- Farfalle
- Pudu (Pudu pudu)
- Suricato dalla coda sottile (Suricata suricatta)
- Orso polare
- Volpe artica

## La rivista delBlijdorp
La rivista trimestrale del Blijdorp è chiamata Blijdorp Blad. Il primo numero dell'anno 2007 comprendeva articoli sulla storia dello zoo per celebrare il 150º anniversario.